# Dwight L. Moody
Dwight Lyman Moody (5 de fevereiro de 1837 - 22 de dezembro de 1899), também conhecido como D.L. Moody, foi um evangelista arminiano e editor norte-americano que fundou a Igreja Moody, a Escola Northfield, a Escola Mount Hermon em Massachusetts (agora chamada Escola Northfield Mount Hermon), o Instituto Bíblico Moody e a Moody Press. Uma de suas citações mais famosas é "A fé torna tudo possível ... O amor torna tudo mais fácil". Moody desistiu de seu lucrativo negócio de botas e sapatos para devotar sua vida ao avivamento, trabalhando primeiro na Guerra Civil com as tropas da União. Em Chicago, ele construiu um dos maiores centros evangélicos do país, que ainda hoje está ativo. Trabalhando com o cantor Ira Sankey, ele percorreu o país e as Ilhas Britânicas, atraindo grandes multidões com um estilo de fala dinâmico.

## Juventude
Dwight Moody nasceu em Northfield, Massachusetts, em uma família numerosa. Seu pai era alcoólatra e morreu aos 41 anos. Dwight tinha somente quatro anos e era o mais jovem de sua família nesse momento.
Aos 17 anos, Moody mudou-se para Boston em busca de trabalho. Trabalhou com seu tio em uma sapataria. Uma das exigências de seu tio era que Moody frequentasse uma igreja; entrou para a Igreja Congregacional. Ele freqüentou, mas não estabeleceu um relacionamento pessoal com Deus até mais adiante. Certo dia, um professor falou-lhe sobre quanto Deus o amava. Moody converteu-se então ao cristianismo. Sua conversão iniciou sua carreira como evangelista.
O trabalho conduziu sua escola dominical em Chicago a ser a maior da época. Moody trabalhou tão arduamente que no decorrer de um ano a incidência média em sua escola era de 650 pessoas, enquanto sessenta voluntários de várias igrejas trabalhavam como professores. A escola chegou a ser tão conhecida que o recém eleito presidente Lincoln visitou e falou em uma reunião da escola em 25 de novembro de 1860.
Em 28 de agosto de 1862, ele se casou com Emma C. Revell, com quem teve uma filha, Emma Reynolds Moody, e dois filhos, William Revell Moody e Paul Dwight Moody .

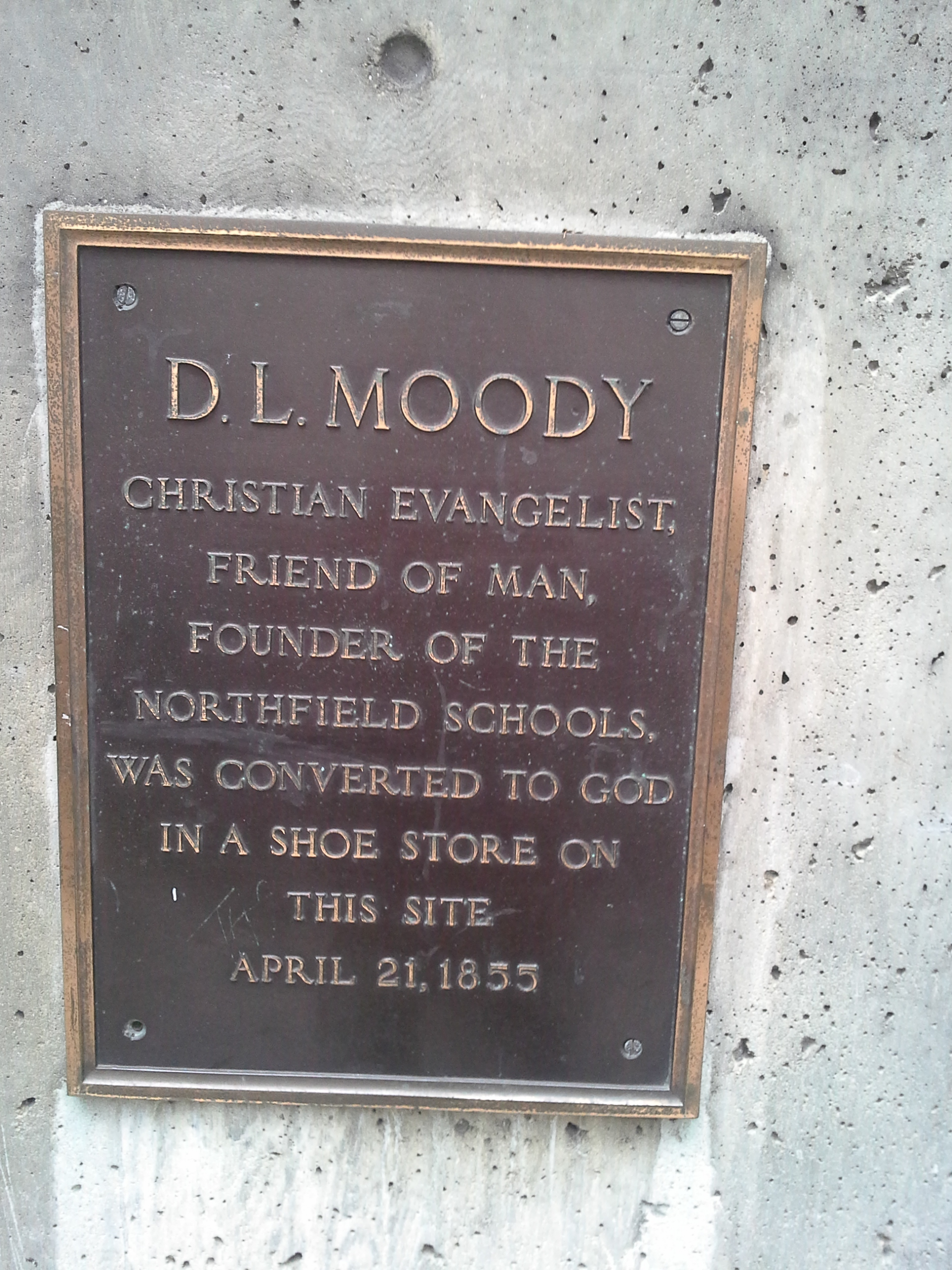
Placa que comemora o local em Court Street, em Boston, onde Dwight Moody se converteu em 1855.

## Sua vida mais adiante
Depois do começo da Guerra Civil, se uniu à Comissão Cristã Americana (YMCA – A ACM do Brasil). Em Chicago, Moody trabalhou para começar uma escola dominical para crianças nas zonas mais pobres da cidade. Logo teve mais de 1000 crianças além de seus pais freqüentando semanalmente. Em 1862, o presidente americano Abraham Lincoln visitou a escola. A congregação cada vez maior necessitava de um lugar permanente, assim Moody começou uma igreja em Chicago, a Illinois Street Church. Quando a igreja se queimou no Grande Incêndio de Chicago, foi reconstruída após três meses em uma localidade próxima, sob o nome de Chicago Avenue Church.
Em uma viagem à Inglaterra, Moody se fez mais conhecido como evangelista, a ponto de haver sido chamado de maior evangelista do século XIX. Sua pregação teve um impacto tão grande como as de George Whitefield e John Wesley dentro da Grã-Bretanha, Escócia e Irlanda. Foi contemporâneo do pregador Charles Haddon Spurgeon, chegando a pregar, nessa ocasião de sua viagem, no Tabernáculo Metropolitano de Londres, em 1873. Em várias ocasiões encheu estádios com capacidade entre 2 mil e 4 mil pessoas. Em uma reunião no Botanic Gardens Palace se juntaram entre 15 000 e 30 000 seguidores. Este séqüito continuou em 1874 e 1875, com as multidões em todas as reuniões. Quando voltou aos Estados Unidos, as multidões de 12 000 a 20 000 eram tão comuns como na Inglaterra. Suas reuniões evangélisticas se celebraram de Boston a Nova York, passando por Nova Inglaterra e outros povos da costa oeste, como Vancouver e San Diego.

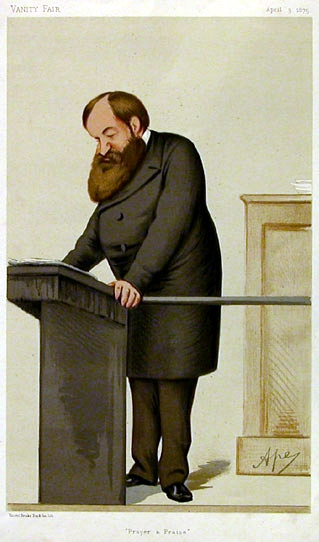
Caricatura de Moody publicada em 1875 pela revista britânica Vanity Fair

Entre 1884 e 1891, Moody mostrou-se ativo em campanhas evangelísticas nos EUA e no Canadá. Estabeleceu o Instituto Bíblico de Chicago que mais tarde mudou de nome para Instituto Bíblico Moody que tem servido de grande força aos evangélicos e tem preparado pregadores, missionários e líderes que têm trabalhado em todos os continentes do mundo.
Sua pregação era caracterizada por aqueles que o ouviam, como direta, sincera, franca, sem enfeites, não-gramatical, sempre simples mas enormemente sincera e convincente. Moody era homem simples e honesto no tocante ao dinheiro, como em tudo o mais. Não aceitava lucros e todos os proventos das vendas do hinário de sua autoria e de Ira D. Sankey eram administrados por uma junta de encarregados, e eram destinados ao sustento das escolas de Northfield. Aproximando sua morte, ele era relativamente pobre. Ele declarou: "minha esposa e meus filhos simplesmente terão que confiar no mesmo Deus em que tenho confiado". Encontra-se sepultado no Northfield School Campus Grounds, Northfield, Condado de Franklin, Massachusetts nos Estados Unidos.
Em seu último sermão em 16 de novembro de 1899. R.A. Torrey foi o sucessor de Moody como presidente do Moody Bible Institute. Dez anos depois de sua morte, a Chicago Avenue Church foi renomeada como Igreja Moody em sua homenagem.